# Matthew Pohlkamp
Matthew „Matt“ Pohlkamp ist ein US-amerikanischer Schauspieler und BMX-Radrennfahrer.

## Leben
Pohlkamp stammt aus dem westlichen Cincinnati, Ohio. Mit zehn Jahren begann er mit dem BMX-Radrennen, ab seinem 20. Lebensjahr konnte er sich an die Spitze dieses Sports etablieren. Er gewann zahlreiche nationale Titel und einen Weltmeistertitel. Er fährt in der Masters Professional Division auf internationaler Ebene.
2007 debütierte Pohlkamp im Kurzfilm A Night in the Life of Vinyl Eddie als Schauspieler. Danach folgten weitere Besetzungen in einer Reihe von Kurzfilmen. 2017 übernahm er die Hauptrolle im Katastrophenfilm Geo-Disaster – Du kannst nicht entfliehen!. Im Folgejahr war er in zwei Episoden der Fernsehserie Here and Now in der Rolle des Phil zu sehen und mimte im selben Jahr die Rolle des Patrick Bennett im B-Movie Alien Siege – Angriffsziel Erde.

## Filmografie
- 2007: A Night in the Life of Vinyl Eddie (Kurzfilm)
- 2009: Recession Proof
- 2010: The Life Walk (Kurzfilm)
- 2010: Halfway Where? (Kurzfilm)
- 2010: Denied (Kurzfilm)
- 2010: A Piece of Secret (Kurzfilm)
- 2011: Maneesh (Kurzfilm)
- 2011: Starlight (Kurzfilm)
- 2012: Recalculating (Kurzfilm)
- 2012: The Grunts
- 2012: Retribution (Kurzfilm)
- 2013: Slightly Single in L.A.
- 2013: Tao of Simon (Kurzfilm)
- 2014: Color of War (Kurzfilm)
- 2014: Happenstance (Kurzfilm)
- 2015: One Last Time (Kurzfilm)
- 2015: Despair Sessions
- 2015: The Accusation (Kurzfilm)
- 2015: Anonymous Addiction (Kurzfilm)
- 2016: Evil Nanny (Fernsehfilm)
- 2017: You Can't Have It
- 2017: Dead on Arrival
- 2017: The Bullet (Kurzfilm)
- 2017: Geo-Disaster – Du kannst nicht entfliehen! (Geo-Disaster)
- 2017: The Mariner (Kurzfilm)
- 2018: Court of Appeals
- 2018: Here and Now (Fernsehserie, 2 Episoden)
- 2018: Alien Siege – Angriffsziel Erde (Alien Siege)
- 2019: My Daughter's Ransom (Fernsehfilm)
- 2019: Gaslit
- 2019: Doctor Death
- 2020: Deadly Daughter Switch
- 2020: A Deceitful Mother: Lies That Kill
- 2020: Acts of Revenge
- 2020: Troubled Waters
- 2021: Dangerous Medicine (Fernsehfilm)